# Österreichische Postgeschichte bis 1806

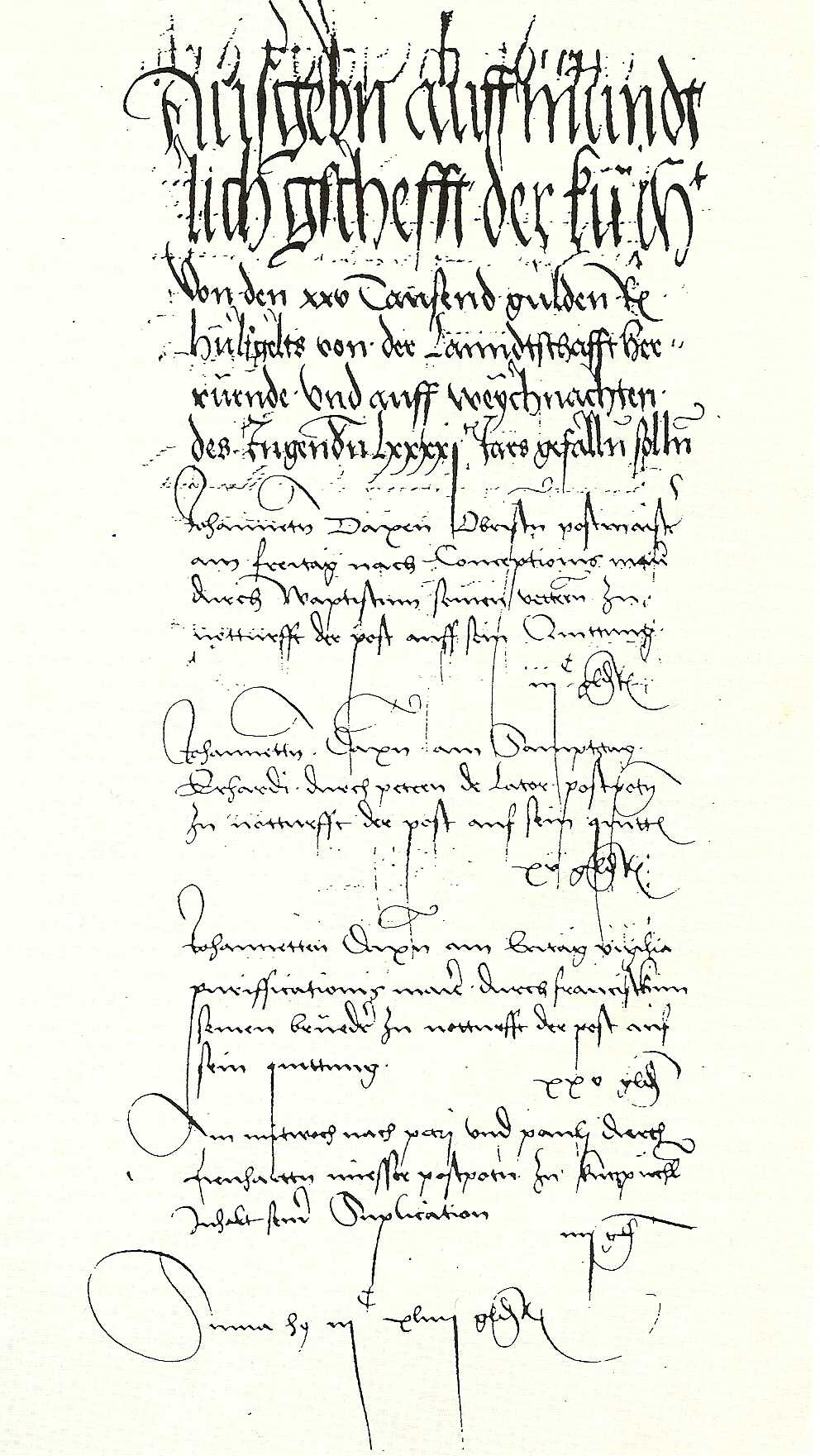
Nennung von Janetto, Franz und Johann Baptista Taxis (Daxen) in den Innsbrucker Raitbüchern 1489/90

Die Österreichische Postgeschichte bis 1806 behandelt in Form eines Überblicks die Bestrebungen der Habsburger, ein eigenständiges Landespostwesen in den Stammlanden aufzubauen. Die Anfänge reichen bis in die Zeit Maximilians I. zurück.

## Die Anfänge

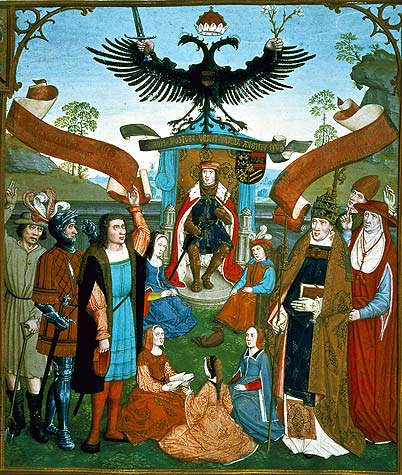
Huldigung Maximilians durch die weltlichen und geistlichen Stände (incl. des Papstes!), Buchmalerei von Petrus Almaire um 1515

Seit dem Jahre 1490 unterhielt der deutsche König Maximilian I. erste Nachrichtenstafetten im Heiligen Römischen Reich, die er von Kurieren aus der italienischen Familie Taxis organisieren ließ, wobei die verschlossenen Felleisen von Postreitern bei Tag und Nacht zwischen den Poststationen befördert wurden. Eine Besonderheit bestand darin, dass in der Zeit von 1493 bis 1502 einheimische Tiroler Postmeister die Felleisenrouten im Reich und den Habsburger Stammlanden betreuten.
Der vor allem bei Reichstagen anfallende große Briefverkehr zwischen den Beamten aus Innsbruck und dem Tagungsort erfolgte über Felleisenstafetten. Dazu wurden zeitlich begrenzte Postkurse und zur Organisation einheimische Postmeister, wie Sebastian Meurl, Wendel Kay und Werndlin Gebs benötigt. Auch sie mussten, wie vor ihnen Janetto von Taxis, die anfallenden Kosten vorfinanzieren. Eine erste unabhängige Postroute, die Sebastian Meurl organisierte, verlief ab Mai 1493 von Innsbruck nach Ulm. Neben Meurl organisierte von 1497 bis 1498 ein Wendel („Wenndl“) Kay Felleisenrouten. Nach Meurls Tod im Juni 1499 wurde Werndlin Gebs sein Nachfolger. Da nach dem Augsburger Reichstag im Jahre 1500 der nächste Reichstag erst im Jahre 1505 in Köln stattfand, wurden zunächst keine Felleisenstafetten mehr benötigt. Die letzte Felleisenroute wurde im Jahre 1502 aufgeben, und Gebs schied als Postmeister in Innsbruck aus.
Der nächste österreichische Postmeister war im Jahre 1513 der Innsbrucker Kammerbote Hans Scholl, da die Innsbrucker Hofkammer ein Verfahren gegen Gabriel und Johann Baptista von Taxis wegen verbotener Fremdbeförderung und Falschabrechnung eingeleitet hatte. Scholl übernahm zunächst die südlichen Routen bis Trient. Nachdem Maximilian I. am 20. Dezember 1514 das Verfahren gegen Gabriel eingestellt hatte, löste dieser wieder Hans Scholl als Betreiber der Route Innsbruck-Trient-Verona ab. Scholl blieb trotzdem noch bis 1521 für kleinere Postkurse zuständig.
Bei jenen Aktivitäten konnte jedoch noch nicht von einer eigenständigen Territorialpost gesprochen werden, da alle Routen der Habsburger Post in den Habsburger Stammlanden nur eine kurze Lebensdauer hatten.

## Hofpost unter Ferdinand I.
Nach Maximilians Tod am 12. Januar 1519 in Wels und der Heirat seines Enkels Ferdinand mit der ungarischen Königstochter Anna Ende Mai 1521 kam es im Januar und Februar 1522 in Brüssel zu einer Machtaufteilung zwischen den Brüdern Ferdinand und Karl V. Ferdinand übernahm die Verwaltung aller Habsburger Herzogtümer mit Ausnahme der Besitztümer im Elsass. Auch Württemberg, das seit der Vertreibung Herzog Ulrichs zu Habsburg gehörte, fiel darunter. In diesen Gebieten ließ Ferdinand unverzüglich eigene Poststafetten einrichten.
Schon 1522 entstanden selbstständige Hofpostämter in Augsburg unter dem Postmeister (Johann) Anton von Taxis und in Pressburg unter Martin von Paar. Ab 1524 folgten Wien unter dem Postmeister Hans Habenschadten und ab 1525 Linz unter Moritz von Paar. In Prag wirkte ab 1532 der Postmeister Ambrosius von Taxis. In Trient war ab 1542 der Postmeister Lorenz I Bordogna von Taxis tätig, der auch für die Postzentrale in Mailand arbeitete. In Füssen wurde 1548 der Postmeister Innozenz von Taxis eingesetzt. Im Jahre 1551 ernannte Ferdinand I. Ludwig von Taxis zum Postmeister in Bozen.
Am 23. März 1523 ernannte Ferdinand den bisher für die kaiserliche Postzentrale in Brüssel arbeitenden Gabriel von Taxis aus Innsbruck zum Koordinator seiner Hofpost. Dazu erließ er eine erste Hofpostinstruktion für die Kurse von Innsbruck nach Trient, von Innsbruck über Linz nach Wien und von Innsbruck über Augsburg nach Stuttgart, Rheinhausen und Worms, sowie von Füssen über Stockach, Villingen, Freiburg nach Ensisheim.
Die Postmeister, die Ferdinand I. direkt unterstellt waren, betreuten neben dem Postamt vor Ort auch die Posten in der Nachbarschaft. In der Folge entstanden hieraus häufig Posthalterdynastien. Die Bezahlung erfolgte je nach Region durch die zuständige Hofkammer.
Bei langfristigen Postkursen wurden einheimische Posthalter verpflichtet. Bei zeitlich befristeten Felleisenlinien zu Reichstagen und Heerlagern wurden Postreiter eingesetzt, die bei Bauern übernachteten. Auch unter Ferdinand erfolgte die Bezahlung der Postmeister und Posthalter häufig nur unregelmäßig und schleppend.

## Neue Postkurse unter Ferdinand als böhmischem und ungarischem König
Nach der Wahl zum böhmischen König am 22. Oktober 1526 ließ Ferdinand im Januar 1527 eine Postroute Augsburg – Regensburg – Prag – Wien eröffnen und bis Juni 1527 betreiben. Dafür wurde der Postkurs Innsbruck – Wien zunächst aufgegeben, von Juli 1527 bis April 1528 aber wieder betrieben. Während dieser Zeit, am 17. Dezember 1527, wurde Ferdinand zum ungarischen König gewählt. Am 17. Januar 1529 ernannte er (Johann) Anton von Taxis aus Augsburg zum Leiter seiner Hofpost. Dieser erhielt im Jahre 1536 eine eigene Postinstruktion. Er starb am 8. April 1542. Bislang ist ungeklärt, ob es einen weiteren Anton von Taxis gab, der von 1521 bis 1545 eine Koordinationstätigkeit am Hof von Ferdinand ausübte.
Nach dem Tod des Postmeisters Gabriel von Taxis Anfang März 1529 in Innsbruck übernahm Joseph von Taxis dessen Amt. Die Postmeister in Innsbruck und Augsburg betreuten gleichzeitig die Posten der kaiserlichen Post in Brüssel auf der Route nach Italien.
Nach Karls Kaiserkrönung durch Papst Clemens VII. in Bologna wurde sein Bruder Ferdinand am 5. Januar 1531 in Köln zum deutschen König gewählt.
Am 12. Mai 1534 siegte Herzog Ulrich in Lauffen mithilfe Philipps von Hessen gegen Ferdinand und gewann im Juni Württemberg als Afterlehen zurück. Die Postroute zwischen Rheinhausen und Augsburg blieb davon unberührt.
Am 1. August 1536 wurden die Brüder Johann, Philipp und Matthias von Taxis, die für Ferdinand als Kuriere arbeiteten, in den einfachen erblichen Adelsstand erhoben. Im Jahre 1539 begann Innozenz von Taxis, der spätere Füssener Postmeister, seine Tätigkeit als Kurier.
Spätestens ab 1540 gab es auf der Niederländischen Postroute wieder verstärkte Aktivitäten der kaiserlich-niederländischen Post. Die Posten bis Augsburg wurden von Brüssel besoldet, die Posten zwischen Augsburg und Trient dagegen von Innsbruck. Die Kostenaufteilung war vertraglich zwischen Brüssel und Ferdinands Hofpost geregelt.
Nach dem Tod Johann Antons von Taxis übernahm dessen Sohn Johann von Taxis das Hofpostamt und Seraphin I. von Taxis das kaiserliche Postamt in Augsburg. Letzterer verpachtete das Amt am 4. Juni 1543 an Ambrosius von Taxis.
Am 26. August 1545 wurde Matthias von Taxis zum dritten Hofpostkoordinator durch
Ferdinand ernannt und erhielt dazu eine eigene Postinstruktion.
Im Jahre 1546 rebellierte der protestantische Rat von Augsburg gegen den Kaiser. Die städtischen Befestigungen wurden ausgebaut, und das Posthaus vor dem Stadttor abgerissen.
Am 15. Juli 1546 kam es zur Aufhebung der kaiserlichen Post durch den Augsburger Rat.
Die Brüder Johann und Ambrosius traten von ihren Ämtern zurück, flohen und kehrten nicht zurück. Ambrosius starb noch im selben Jahr, Johann im Jahre 1559.
Ab Januar 1547 übernahm Innozenz von Taxis das kaiserliche Postamt in Augsburg und verwaltete es bis 1550.
Am 18. März 1548 ernannte der Brüsseler Generalpostmeister Leonhard I. von Taxis Innozenz von Taxis zum Postmeister in Füssen. Füssen war kein selbständiges Postamt, sondern unterstand Innsbruck. Innozenz löste den geflohenen Verwalter Martin Röschmann ab. Ferdinand bestätigte ihn am 23. November 1548 als Hofpostmeister und Karl V. am 15. Mai 1548 als kaiserlichen Postmeister.
Im Jahre 1550 übernahm der minderjährige Christoph von Taxis das Augsburger Hofpostamt. Er stand zunächst noch unter der Vormundschaft des Innsbrucker Postmeisters Joseph von Taxis und des Bozener Postmeisters Ludwig von Taxis. Postverwalter im Hofpostamt zu Augsburg war zunächst Rudolf Höflich, den Christoph 1552 durch Mundin von Paar ersetzte.
Nach dem Tod des Innsbrucker Postmeisters Joseph von Taxis im Jahre 1555 wurde dessen Sohn Gabriel II. sein Nachfolger.

## Hofpost in der Zeit Ferdinands I. als Kaiser

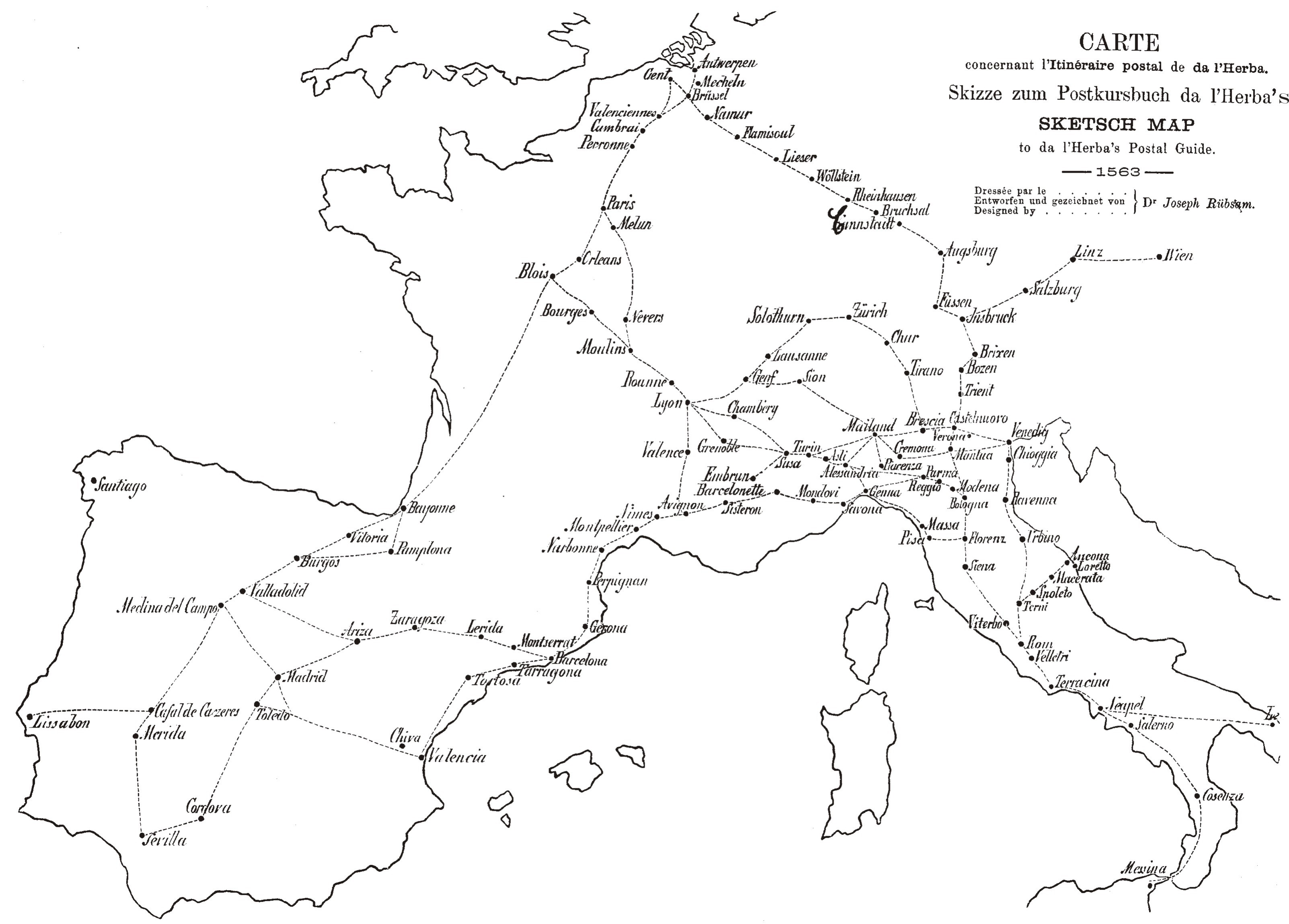
Postkurse nach dem Reisebuch des Giovanni da l’Herba 1563

Nach dem offiziellen Rücktritt Karls V. als Kaiser im Jahre 1556 überließ er Ferdinand die Entscheidung, Zeit und Ort der Nachfolge zu bestimmen. Erst Anfang 1558 ernannten die Kurfürsten Ferdinand, den deutsch-römischen König, in Frankfurt zum „erwählten Kaiser“. Damit erhielt Kaiser Ferdinand I. innerhalb des Reiches die Oberhoheit über die Transitroute von den Spanischen Niederlanden nach Italien. Auch die beiden Postämter in Rom und Venedig wurden ihm unterstellt. Seine Hofpost verlor an Bedeutung.
Nach dem Tod Seraphins I. von Taxis konnte Christoph von Taxis am 16. Juli 1557 für sechs Jahre das spanisch-niederländische Postamt in Augsburg pachten.
Der polnische König Sigismund II. August, der mit Katharina, einer Tochter Ferdinands I., verheiratet war, konnte am 25. Januar 1558 einen Stafettenkurs zwischen Krakau und Venedig einrichten lassen, der über Wien und Graz führte und von Italienern betrieben wurde.
Der Versuch Christophs von Taxis, die Fremdbeförderung von Briefen auf den Kursen der Hofpost einzuführen, scheiterte nach Beschwerden des Innsbrucker und Wiener Postmeisters. Im Herbst 1558 wurde Christoph das Versenden fremder Briefe bei amtlichen Sendungen untersagt. Hierzu gab es eine eigene Postinstruktion.
Nach dem Tod des Hofpostkoordinators Matthias von Taxis am 11. Januar 1559 wurde Christoph von Taxis im Juli 1559 beim Augsburger Reichstag zu seinem Nachfolger ernannt.
Im Juli 1559 richtete Christoph zusammen mit Roger von Taxis auf eigene Kosten eine wöchentliche Ordinaripost von Augsburg nach Venedig ein, die durch Kaiser Ferdinand genehmigt wurde.
Im Jahre 1562 übernahm Christoph von Taxis für 2.000 Gulden p. a. den polnischen Postkurs von Krakau nach Venedig. Die Strecke verlief nun über Innsbruck und Trient. Nach Beschwerden ließ Christoph den polnischen Postkurs von Krakau nach Venedig ab September 1563 wieder über Graz verlaufen.

## Territorialpost nach 1564

### Erbteilung der Habsburger Stammlande
Bereits am 25. Februar 1554 hatte Ferdinand I. verfügt, dass die Habsburger Stammlande nach seinem Tod wie folgt unter seinen drei Söhnen aufgeteilt werden sollten:
- Maximilian sollte Ober- und Niederösterreich, Böhmen und Ungarn mit den Hauptresidenzen Wien und Prag erhalten
- Erzherzog Karl Innerösterreich mit Cilli, Kärnten, Krain, Görz, Triest und Istrien mit der Hauptresidenz Graz.
- Erzherzog Ferdinand Tirol und die Vorlande mit der Hauptresidenz Innsbruck

Nach dem Tod Kaiser Ferdinands I. am 25. Juli 1564 wurde dessen ältester Sohn Maximilian sein Nachfolger. Mit der von Ferdinand verfügten Aufteilung der Habsburger Stammlande in drei Erzherzogtümer entstanden auch drei eigenständige Landespostanstalten. Damit entfiel das Amt eines zentralen Hofpostkoordinators, und Christoph von Taxis musste ausscheiden.

### Hofpost unter Kaiser Maximilian II.

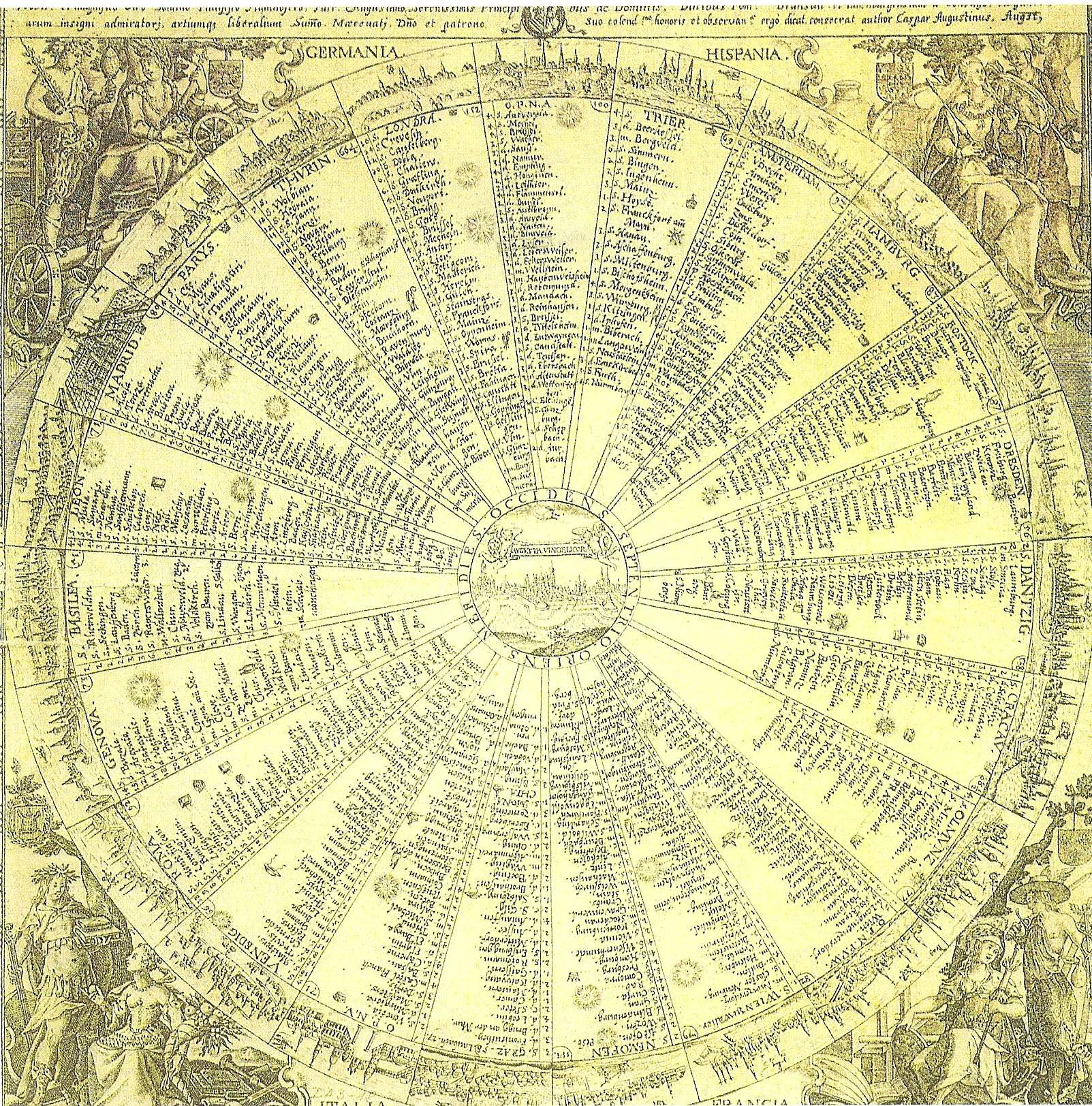
Jüngere Augsburger Meilenscheibe von 1629 mit den Postkursen
Augsburg – Brüssel - Antwerpen
Augsburg – Innsbruck – Trient - Venedig
Augsburg – Prag – Wien

Durch die Dreiteilung der Post verfügte Maximilian II. nur noch über die Postkurse Augsburg – Regensburg – Prag – Wien, Wien – Pressburg, Wien – Innsbruck, sowie Wien – Graz. Im Jahre 1564 ernannte Maximilian II. den Wiener Postmeister Paul Wolzogen zum Leiter seiner Hofpost.
Wegen der verwandtschaftlichen Bindung Maximilians II. an seinen spanischen Cousin Philipp II. blieb die Verbindung Augsburg – Brüssel für Maximilian wichtig. Diese Route wurde von Brüssel aus betrieben und von der Rechnungskammer in Lille bezahlt. So schlossen Maximilian II. und der Brüsseler Generalpostmeister Leonhard I. von Taxis am 24. August 1564 einen Vertrag, wonach die zwei Postämter in Augsburg (Hofpostamt am Fischertor und spanisch-niederländisches Postamt am Wertachbrucker Tor) zusammengelegt und das Hofpostamt geschlossen wurde. Damit verlor Christoph von Taxis auch sein letztes Amt. Zum Postmeister des neuen niederländischen Postamtes wurde Innozenz von Taxis aus Füssen ernannt. Dagegen prozessierte der als eigentlicher Nachfolger bestimmte Seraphin II. von Taxis und gewann. Innozenz musste sich nach Füssen zurückziehen.
Im Jahre 1572 starb der polnische König Sigismund II. August. Dies führte zur Einstellung des Postkurses Krakau – Wien – Graz – Venedig. Da sich Maximilian II. um das polnische Königsamt bewarb, wurde ab 1572 ein Postkurs Wien – Krakau eröffnet.
Maximilians Interesse an seiner eigenen Landespost war gering. So betrugen die Gehaltsrückstände seiner Posthalter im Dezember 1572 14.000 Gulden. Was ihn mehr beunruhigte, waren die Streiks der württembergischen Posthalter auf der Postroute von Augsburg nach Rheinhausen.
Nach dem Tod Maximilians II. am 12. Oktober 1576 in Regensburg wurde sein ältester Sohn Rudolf II. Kaiser.

### Landespost von Innerösterreich unter Erzherzog Karl II.
Erzherzog Karl ernannte Johann Baptista von Paar in Graz zum Postmeister für Innerösterreich. Dank des polnischen Postkurses Krakau-Wien-Graz-Venedig konnte er die Wechselstationen der polnischen Route mitnutzen. Der Postkurs Graz-Wien wurde bis Gloggnitz von Graz bezahlt.
Nach Einstellung des polnischen Postkurses im Jahre 1572 entstand im Jahre 1573 ein Postkurs Graz-Venedig mit einem innerösterreichischen Postamt in Venedig unter Karl Magno. Im Jahre 1583 machte Johann Baptista von Paar in Graz den Vorschlag, den Kurs Wien-Graz-Venedig auszubauen und zu erweitern. Der Transport sollte einmal wöchentlich erfolgen und die längere Route von Wien über Innsbruck nach Venedig ersetzen.
Nach dem Tod des kaiserlichen Postmeisters Roger von Taxis in Venedig im Jahre 1584 forderte Erzherzog Karl vom Kaiser eine Zusammenlegung der beiden Postämter in Venedig entweder unter Johann Baptista von Paar oder unter Hans Wolzogen. Kaiser Rudolf II. lehnte ab, weil David, der Sohn Rogers von Taxis, einen rechtlichen Anspruch auf das kaiserliche Postmeisteramt in Venedig besaß.
Neuer innerösterreichischer Postmeister in Venedig und Nachfolger von Hans Magno wurde im Jahre 1584 der italienische Kaufmann Bartholomäus Castell. Mit ihm und Hans Wolzogen wollte Johann Baptista von Paar die Wirtschaftlichkeit des Kurses sicherstellen, aber erst nach dem erzwungenen Ausscheiden von Castell konnte im Jahre 1588 ein wöchentlicher Ordinari-Postkurs Venedig-Graz-Wien eröffnet werden. Postmeister in Venedig wurde Paul von Paar.
Nach dem Tod Erzherzog Karls im Jahre 1590 wurde sein noch minderjähriger Sohn Ferdinand dessen Nachfolger. Aus diesem Grund kam es ab Januar 1591 für einige Jahre zu einer Einstellung der Route Graz-Venedig.

### Landespost von Tirol und den Vorlanden unter Erzherzog Ferdinand II.
Erzherzog Ferdinand bestätigte den Innsbrucker Postmeister Gabriel II. von Taxis im Jahre 1564 in seinem Amt. Gabriel hatte als Landespostmeister gegenüber Paul Wolzogen und Johann Baptista von Paar eine wesentlich bessere Position, da er zusätzlich für die spanisch-niederländische Transitroute zwischen Augsburg und Innsbruck, sowie zusammen mit dem Postmeister von Trient für die Strecke Innsbruck – Rovereto – Venedig zuständig war. Gabriel betreute die Landesrouten Innsbruck – Wien, Innsbruck – Augsburg, Innsbruck – Füssen – Freiburg und Innsbruck – Trient. Wichtige Postmeister mit Doppelfunktionen waren Innozenz von Taxis in Füssen bis 1592, Ludwig von Taxis bis 1569 und Wilhelm von Taxis bis 1575 in Bozen, sowie Johann Baptista Bordogna von Taxis in Trient.
Am 24. März 1582 schlug Erzherzog Ferdinand dem Kaiser vor, seinen Postmeister in Kollmann (zwischen Bozen und Brixen) Kaspar Möller von Mollenbruck zum Generalpostmeister im Reich zu machen.
Beim Reichstag in Augsburg vom 27. Juni bis 20. September 1582 musste das Augsburger Reichspfennigsamt 1.300 Gulden an die Posthalter zwischen Augsburg und Trient zahlen. Aus diesem Grund kam es dort zu keinen Streiks.
Nach dem Tod des Innsbrucker Postmeisters Gabriel II. von Taxis im Jahre 1583 wurde sein Sohn Paul dessen Nachfolger.
Die Brüsseler Zahlungsschwierigkeiten führten am 24. Juni 1583 zu einem Vergleich zwischen Jacob Henot und Paul von Taxis als Sprecher der Posthalter zwischen Innsbruck und Augsburg über die Zahlung der Rückstände. Im September 1586 reiste Jacob Henot von Prag nach Innsbruck mit einer neuen Postordnung (Erweiterung der Postordnung von 1583) für Tirol. Am 27. März 1589 wurde in Innsbruck erneut ein Vertrag zwischen Paul von Taxis, Erzherzog Ferdinand und Jacob Henot geschlossen, aber erst Ende 1595 kam es zu einem endgültigen Vergleich mit den Tiroler Posthaltern. Sie verzichteten auf einen Teil der Forderungen und erhielten eine jährliche Besoldung von 100 Gulden durch die Brüsseler Postzentrale. Erzherzog Ferdinand II. starb im Jahre 1595. Da er keinen männlichen Erben hatte, gab es zunächst keinen Nachfolger.

### Hofpost unter Kaiser Rudolf II.
Kaiser Rudolf II., der nach seinem Regierungsantritt 1576 zunächst in Wien residierte, aber im Jahre 1585 seine Residenz nach Prag verlegte, war an Postangelegenheiten mehr interessiert als sein Vater Maximilian II.
Als auf Initiative von Konrad Rott 1578 aus der Augsburger Kaufmannschaft der Vorschlag kam, eine Kaiserliche Reichspost durch Kaufleute mit Sitz Augsburg zu organisieren, reagierte Rudolf II. sofort. Er machte seinen Augsburger Reichspfennigmeister Georg von Ilsung zum Schlichter (Kommissar) in Postsachen. Als Stellvertreter fungierte Ilsungs Sohn Maximilian. Der Vorschlag der Augsburger Kaufmannschaft wurde abgelehnt, nicht aber der Gedanke, eine Kaiserliche Reichspost zu gründen.
Als Konrad Rott dann mit Hilfe des sächsischen Kurfürsten versuchte, von Sachsen aus eine Reichspostgründung zu erreichen, war der kaiserliche Hof alarmiert. Zwischen Juli und September 1579 erstellten die Erzherzöge Ernst, ein Bruder Kaiser Rudolfs, in Wien (10. und 28. Juli). Ferdinand in Innsbruck (17. September), sowie Herzog Albrecht von Bayern (29. Juli) Gutachten. Sie billigten dem sächsischen Kurfürsten zwar eine Territorialpost zu, nicht aber das Recht, eine Reichspost auf fremden Territorien zu betreiben.
Anschließend ernannte der Kaiser am 13. November 1579 eine gemischte Kommission zur Reformation des Postwesens mit Hans Fugger, Georg Ilsung und Anton Christoph Rellinger. Letzterer wurde am 29. September 1582 durch Marx Fugger ersetzt.
Rudolf II. wollte auch für die eigene Hofpost eine Postreform. Der Grundgedanke bestand darin, die Postkurse weiter für die Fremdbeförderung zu öffnen und mit den Portoeinnahmen die Kosten zu senken. Am 4. Juni 1583 gab es einen ersten Vorschlag der Wiener Hofkammer zur Reorganisation der kaiserlichen Hofpost. Am 7. Januar erhielt der Hofpostmeister Hans Wolzogen den Auftrag, ein Gutachten über ein festes Briefporto zu erstellen, lehnte es aber am 15. Januar 1585 ab. Nach Wolzogens Tod Anfang April 1588 erteilte die Hofkammer am 24. April 1588 Jacob Henot in Prag den Auftrag, einen Entwurf zur Neuordnung der Hofpost zu liefern und schlug ihn als Hofpostmeister vor. Die Antwort kam am 5. Mai 1588. Henot forderte die Gründung einer Reichspost unter Einbeziehung der kaiserlichen Hofpost, die Abschaffung des Kurses Wien-Graz-Venedig und die Auflösung der städtischen Botendienste im Reich. Bis Ende 1588 wartete Henot vergeblich in Prag auf seine Ernennung. Neuer Hofpostmeister wurde provisorisch Georg Habenschadten, der aber bereits im April 1592 starb. Daraufhin wurde Georg Pichl von Pichlberg am 17. Dezember 1592 in Prag zum kaiserlichen Hofpostmeister ernannt. Von einer Reform wurde nicht mehr gesprochen.
Am 16. Juni 1595 erhielt der Brüsseler Generalpostmeister Leonhard I. von Taxis von Rudolf II. einen kaiserlichen Bestallungsbrief für alle Posten im Deutschen Reich, soweit sie vom spanischen König Philipp II. unterhalten wurden. Damit verbunden war der Titel eines Generaloberstenpostmeisters. Die Kaiserliche Reichspost begann ab 1597 ihre Tätigkeit zwischen Brüssel, Augsburg, Innsbruck und Venedig und zwischen Köln und Augsburg.
Während bei der Kaiserlichen Reichspost für den Kaiser keine Kosten mehr anfielen, musste Rudolf II. auch weiterhin für die Kosten der Hofpost aufkommen.
Zwischen 1600 und 1612 kam es in den Habsburger Stammlanden zu einem Streit zwischen Kaiser Rudolf II., Erzherzog Matthias aus Niederösterreich, Erzherzog Maximilian, der ab 1602 Erzherzog von Tirol war, sowie Erzherzog Ferdinand von Innerösterreich. Die drei Erzherzöge verbündeten sich im Vertrag von Schottwien gegen den Kaiser. In diesem Machtkampf verlor Rudolf II. an Einfluss, ohne dass sein Gegenspieler Erzherzog Matthias große Vorteile aus dieser Auseinandersetzung gewann.
Für die Entwicklung der Hofpost bedeutete dies einen Stillstand. Nachfolger Hans Christoph Wolzogens als Niederösterreichischem Postmeister in Wien wurde Karl Magno. In Prag erhielt Hans Straub am 23. April 1601 das Postmeisteramt. Ihm folgte am 19. November 1610 der Postmeister Ferdinand Prugger, der bis 1643 in diesem Amt blieb.
Nach dem Tod des kaiserlichen Hofpostmeisters Pichl von Pichlberg im Dezember 1610 folgte ihm am 26. Mai 1611 für ein Jahr Lamoral von Taxis, der Sohn des Brüsseler Generalpostmeisters Leonhard I. von Taxis.
Der Tod Kaiser Rudolfs II. am 20. Januar 1612 beendete den Niedergang der Hofpost. Inzwischen war der Schuldenberg gewachsen. So schuldete man im Mai 1610 den Postboten des Kurses Wien-Prag über 10.000 Gulden. Ebenso verhielt es sich auf der Strecke Augsburg–Prag.

### Landespost von Innerösterreich unter Erzherzog Ferdinand II.
Erzherzog Ferdinand II. übernahm 1590 als Zwölfjähriger die Herrschaft in Innerösterreich, ohne selbst zu regieren. Nach dem Tod seines Postmeisters Johann Baptista von Paar im Jahre 1599 folgte ihm Hans Friedrich von Paar, der bereits 1600 starb. Danach übernahm Johann Christoph von Paar das Amt. Erzherzog Ferdinand führte in seiner Landespost keine Änderungen ein. Die wichtigste Verbindung blieb die Route Wien-Graz-Venedig.

### Landespost von Tirol und den Vorlanden unter Erzherzog Maximilian
Nachfolger von Erzherzog Karl in Tirol wurde ab 1602 Erzherzog Maximilian, der dritte Sohn Kaiser Maximilians II. Im Jahre 1607 stellte Lamoral von Taxis den Antrag, das Postamt in Innsbruck und die dazugehörenden Postkurse kostenfrei für die Kaiserliche Reichspost zu übernehmen. Der Erzherzog lehnte ab. Es war der erste Versuch, in einer Landespostanstalt das kaiserliche Postregal durchzusetzen. Die Reichspost scheiterte damit ebenso wie bei späteren Versuchen nach dem Dreißigjährigen Krieg. Der Landespostmeister Paul von Taxis blieb in seinem Amt. Nach seinem Tod im Jahre 1613 wurde Andreas von Taxis sein Nachfolger. Der Erzherzog selbst starb im Jahre 1618.

### Hofpost unter Kaiser Matthias und Kaiser Ferdinand II.
Erzherzog Matthias, ein Bruder Kaiser Rudolfs II., wurde in Frankfurt am 13. Juli 1612 zu dessen Nachfolger gewählt.
Nach dem Tod des Brüsseler Generaloberstpostmeister Leonhard I. von Taxis im Mai 1612 schied sein Sohn Lamoral am 19. September 1612 aus dem Wiener Hofpostmeisteramt aus, um die Brüsseler Zentrale zu übernehmen. Lamorals Nachfolger als Hofpostmeister wurde Karl Magno, der bis dahin Postmeister von Niederösterreich war. Auch er konnte die zunehmende Verschuldung der Hofpost nicht aufhalten.
Am 20. Juli 1615 wurde Lamoral von Taxis durch Kaiser Matthias beauftragt, eine Stafettenpostroute von Köln über Frankfurt, Aschaffenburg und Nürnberg nach Rötz einzurichten, wo die Hofpost die Briefe nach Prag übernehmen sollte. Man brauchte einen Ersatz für den nur schleppend funktionierenden Postkurs Augsburg-Prag. Lamoral wurde gleichzeitig verpflichtet, der österreichischen Hofpost in Böhmen, Niederösterreich und Innerösterreich keine Konkurrenz mit der Kaiserlichen Reichspost zu machen. Als Gegenleistung wurde das Generalpostmeisteramt am 27. Juli 1615 zum Erbmannslehen erhoben.
Der Aufstand in Prag, der am 23. Mai 1618 mit dem Prager Fenstersturz endete, löste den Dreißigjährigen Krieg aus. Im Sommer 1618 hatte der böhmisch-pfälzische Krieg mit dem Abfall der Lausitz, Schlesiens und Böhmens von den Habsburgern begonnen. Am 22. August 1619 wählten die böhmischen Stände den Grazer Erzherzog Ferdinand als böhmischen König ab und ersetzten ihn durch den „Winterkönig“ Friedrich, den Kurfürsten von der Pfalz.
Nach dem Tod von Kaiser Matthias am 20. März 1619 wählten die Kurfürsten am 28. August 1619 Erzherzog Ferdinand aus Innerösterreich zum König und Kaiser.
Durch die Zusammenlegung von Niederösterreich und Innerösterreich änderte sich an der Führung der Landespostanstalten in Wien und Graz zunächst nichts. Nach dem Rücktritt des Hofpostmeisters Karl Magno im Jahr 1620 übernahm dessen Sohn Hans Jacob Magno die Nachfolge in Wien.
Die Fürsten der Katholischen Liga verbündeten sich Ende 1619 mit Spanien gegen die Pfalz. Am 18. November 1620 besiegten die Habsburger am Weißen Berg vor Prag die Böhmen. Der pfälzische Kurfürst und böhmische Winterkönig wurde geächtet und floh nach Holland.
Am 13. Februar 1621 erließ Kaiser Ferdinand II. eine neue Postinstruktion für die Hofpost.
Trotzdem kam es im Jahre 1622 zu einem Streit zwischen der Hofpost und der Hofkammer.
Seit 1616 hatte die Hofpost keine Abrechnungen mehr gemacht. Die strittige Summe betrug 67.000 Gulden.
Ein Entwurf zu einer Postreform, der eine Verpachtung der Postkurse unter Ausschluss von Konkurrenz vorsah, blieb Mitte 1622 ohne Resonanz. Auch eine weitere Kommission scheiterte.
Der Böhmische Fürst Liechtenstein forderte am 14. November 1622 eine Neuordnung der Hofpost. Der Prager Postmeister Prugger erklärte sich bereit, die Kosten des Postkurses von Prag bis Wien zu übernehmen, was der Wiener Hofpostmeister Hans Jacob Magno verhinderte. Am 1. Mai 1623 übernahm dann der Grazer Postmeister Johann Christoph von Paar für 15.000 Gulden das Hofpostamt in Wien. Hans Jacob Magno schied aus. Am 4. September 1624 erfolgte dann Paars Belehnung als Erblandpostleiter.
Bis zum Jahre 1627 verweigerte die Hofpost gegenüber der Hofkammer die Abrechnung. Umstritten waren nun 102.000 Gulden.
Nach einer kaiserlichen Anfrage vom 6. November 1629 gliederte die Generalpostmeisterin Alexandrine von Taxis am 26. Oktober 1630 die zehn desolaten Posten der Hofpostroute von Augsburg über Regensburg nach Waldmünchen an der böhmischen Grenze in die Kaiserliche Reichspost ein.
Auch bis zum Jahre 1630 kam es zu keiner Abrechnung. Die strittige Summe betrug inzwischen 103.000 Gulden.
Auf der Kollegialtagung der Kurfürsten in Regensburg im letzten Quartal 1636 kam es zum Streit zwischen Alexandrine von Taxis und Johann Christoph von Paar, wer die kaiserliche Post von Regensburg zu dieser Zeit befördern durfte.
Am 15. Februar 1637 starb Kaiser Ferdinand II. Sein Nachfolger war Ferdinand III. Er war bereits 1625 zum böhmischen König und 1627 zum ungarischen König gewählt worden. Seine Wahl zum deutsch-römischen König scheiterte im Jahr 1630 und war erst im Jahre 1636 erfolgreich.

### Landespost von Tirol bis zur Inkammerierung (Verstaatlichung) im Jahre 1769
Nach dem Tod des Tiroler Erzherzogs Maximilian aus Niederösterreich im Jahre 1618 wurde Leopold aus Innerösterreich Erzherzog in Tirol. Nach seinem Tod im Jahre 1632 verwaltete seine Witwe Claudia de’ Medici als Regentin bis 1646 das Erzherzogtum. Ihr folgten die Söhne Ferdinand Karl von 1646 bis 1662 und Sigismund Franz von 1662 bis 1665. Da es keine Nachkommen gab, erlosch die Tiroler Linie der Habsburger, und alle drei Erzherzogtümer waren wieder in der Hand des Kaisers vereint.
Nach dem Tod des Andreas von Taxis im Jahre 1620 übernahmen die Brüder Wolf Dietrich und Paul II. von Taxis das Landespostmeisteramt in Innsbruck. Wolf Dietrich schied nach kurzer Zeit aus, und Paul II. verwaltete das Amt bis 1661.
Während des Dreißigjährigen Krieges war Innsbruck ein wichtiger Knotenpunkt für die Postkurse nach Wien, Brüssel und Italien. Dies galt besonders für die Zeit nach den Siegen der Schweden zwischen 1630 und 1635
Kaiser Ferdinand III. erhob die Innsbrucker Taxis-Familie am 20. Oktober 1642 in den erblichen Reichsfreiherrenstand. Am 3. August 1646 wurde das Hofpostmeisteramt mit allen Postkursen als erbliches Lehen bestätigt.
Die von Lamoral Claudius Franz von Taxis in Brüssel beantragte und 1650 genehmigte Namenserweiterung auf „von Thurn, Valsassina und Taxis“ durfte auch von der Innsbrucker Taxis-Familie übernommen werden. Sie behielten aber den Namen „von Taxis“ bei.
Nach dem Tod Pauls II. von Taxis folgte 1661 Franz-Werner Freiherr von Taxis als Postmeister.
Der Antrag des Grafen Karl von Paar im Jahre 1665 auf die Übernahme des Tiroler Postwesens durch die kaiserliche Hofpost scheiterte, da der Kaiser Rücksicht auf den besonderen Status der spanischen Transitroute nehmen musste. Daher blieb Innsbruck als letzte der drei Habsburger Postanstalten eigenständig. Dank der Zuschüsse der Brüsseler Zentrale war es für Wien finanziell günstiger, es beim Status quo zu belassen.
Am 19. September 1680 erhob Kaiser Leopold I. die Innsbrucker Taxis in den Reichsgrafenstand. Bis 1769 versahen folgende Postmeister das Innsbrucker Amt: Franz-Werner Graf von Taxis bis 1685, Franz Nikolaus Graf von Taxis bis 1726 und Leopold Graf von Taxis bis 1769.
Auch nach der Verstaatlichung blieben die Taxis im Postdienst tätig: Joseph Graf von Taxis bis 1791 und danach Alexander Graf von Taxis.

### Hofpost unter Kaiser Ferdinand III. und Kaiser Leopold I.
Unter Kaiser Ferdinand III. kam es in der Führung der Hofpost zu weiteren Wechseln. Nach dem Tod Johann Christophs Freiherr von Paar im Dezember 1637 folgte für ein Jahr Rudolf Freiherr von Paar. Die nächsten Hofpostmeister waren Ferdinand Freiherr von Paar bis 1645 und dann Karl Freiherr von Paar.
Im Jahre 1640 verweigerte die Hofpost trotz Aufforderung des Hofrates erneut eine Rechnungslegung. Die strittige Summe betrug 69.000 Gulden. Ein Zwangsverwalter wurde eingesetzt, und bis 1646 wurden 29.000 Gulden einbehalten. Damit geriet die Paar-Familie finanziell unter Druck. Erst am 30. April 1646 wurde die Zwangsverwaltung wieder aufgehoben.
Vom September 1640 bis Juli 1641 tagte erstmals wieder unter Teilnahme der Opponenten von der Kurpfalz, Braunschweig-Lüneburg und Hessen-Kassel ein Reichstag in Regensburg. Ferdinand von Paar richtete für die Zeit der Anwesenheit des Kaisers ein Hofpostamt in Regensburg ein. Die Brüsseler Generalpostmeisterin Alexandrine von Taxis protestierte dagegen und verlangte vergeblich die Nutzung des eigenen Regensburger Postamtes.
Während der Friedensverhandlungen zum Dreißigjährigen Krieg zwischen 1644 und 1648 nutzte der Kaiser jedoch nur die Einrichtungen der Kaiserlichen Reichspost und nicht die eigene Hofpost.

### Die Situation nach dem Dreißigjährigen Krieg
Nach dem Dreißigjährigen Krieg entstanden im Heiligen Römischen Reich trotz Verstoßes gegen das Reichspostregal und des Protestes der Kaiserlichen Reichspost in einigen evangelischen Territorien eigene Landespostanstalten. Die Reichsstände begründeten die Rechtmäßigkeit damit, dass die Habsburger Stammländer bereits 1523 eine eigene Territorialpost besaßen und 1564 gleich drei Österreichische Landespostanstalten einrichteten.
Auch die Familie Paar als Betreiber der Hofpost profitierte von der zunehmenden Zahl von privaten Briefen in der zweiten Hälfte des 17. Jahrhunderts. Sie richtete aber keine Postkutschenrouten ein.
Im Jahre 1652 wurde auch Karl Freiherr von Paar in den Grafenstand erhoben. Seine Post umfasste Niederösterreich, Innerösterreich und Böhmen. Die Übernahme des Postamtes in Breslau aber scheiterte. Für das Reichshofpostmeisteramt erhielt er am 4. November 1656 einen Lehnsbrief.
Nach dem Tod Kaiser Ferdinands III. am 2. April 1657 wurde Leopold I als römisch-deutscher König und Kaiser am 18. Juli 1658 gewählt.
Im Jahr 1674 starb Karl von Paar. Sein noch minderjähriger Sohn Karl-Josef Graf von Paar übernahm das Amt erst 1678. Im Jahre 1690 konnte dann die Paar-Familie auch die Post im Königreich Ungarn übernehmen.
Im Jahre 1701 führte der Streit um die Nachfolge des spanischen Königs zum Spanischen Erbfolgekrieg mit Kämpfen in Bayern, Italien und den Niederlanden. Es kam zur Bildung der Haager Großen Allianz mit England, den Habsburgern und den Generalstaaten gegen Frankreich und Bayern. Es begann mit dem Einfall französischer Truppen in die Spanischen Niederlande und der Ausrufung von Philipp V., einem Bourbonen, zum spanischen König.

## Die Verstaatlichung der Österreichischen Post

### Postwesen unter Kaiser Joseph I. und Kaiser Karl VI.

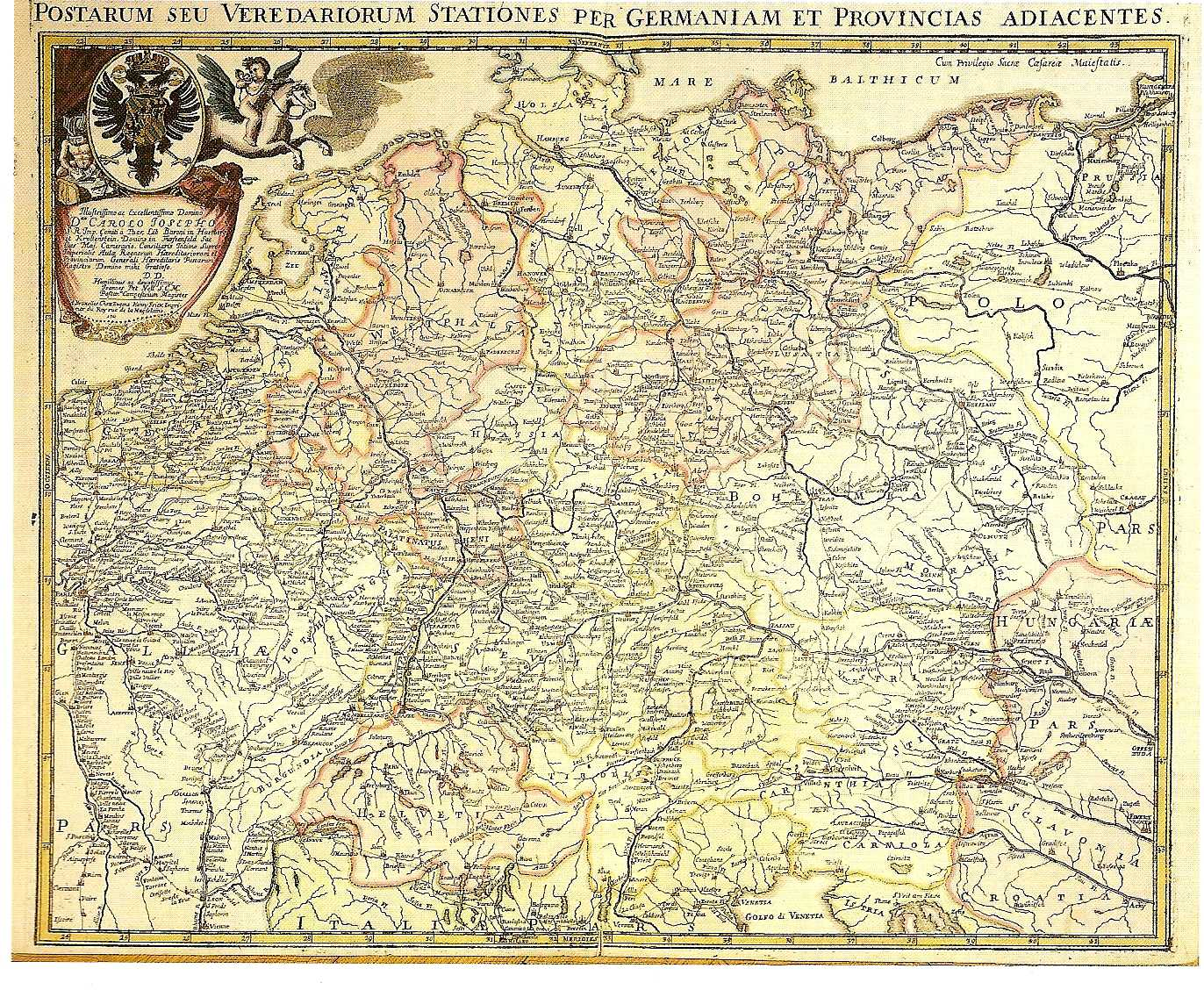
Gesamtübersicht der Postkurse des Heiligen Römischen Reiches im Jahre 1711

Nach dem Tod Kaiser Leopolds I. am 5. Mai 1705 folge ihm sein Sohn Joseph I. auf dem Thron. Unter Joseph I. wurden von der Hofkammer Überlegungen angestellt, das Postwesen in den Habsburger Ländern wegen der wachsenden Gewinne der Lehnsträger zu verstaatlichen. Eine eingeschränkte Verstaatlichung des Postwesens wurde erstmals im Jahre 1705 in einem Gutachten zur Postfrage gefordert.
Nach dem Tod Kaiser Josephs I. am 20. Oktober 1711 wurde Karl VI., der bis zu diesem Zeitpunkt nach österreichischen Vorstellungen König von Spanien werden sollte, dessen Nachfolger. Nachdem der spanische König Philipp V. auf die französische Krone verzichtet hatte, kam es am 11. April 1713 zum Frieden von Utrecht. Karl VI. und die Reichsstände traten aber erst am 6. März 1714 und am 7. September 1714 dem Frieden bei.
Eine Entscheidung für die Verstaatlichung (Reinkammerierung) des österreichischen Postwesens wurde Anfang 1716 durch den Kaiser getroffen. Das Verfahren wurde zuerst in Schlesien erprobt. Am 1. Juli 1722 musste dann die Paar-Familie das Postlehen gegen eine jährliche Pacht von 66.000 Gulden an den Habsburger Staat abtreten. Die Einnahmen und
Ausgaben wurden nun staatlich verwaltet. Nur die Organisation der Post blieb in den Händen der Paar-Familie. Die Verhandlungen mit dem Lehnsträger in Tirol scheiterten, weil sich die Kaiserliche Reichspost wehrte. In Italien aber wurde die Verstaatlichung des Postwesens von Mailand, Mantua, Neapel und Sizilien 1522 erfolgreich durchgezogen. Eine Besonderheit bildeten die Österreichischen Niederlande. Dort hatte im Jahre 1706 ein Francois Jaupain das Postwesen in den Niederlanden gepachtet. Sein Pachtvertrag wurde bestätigt, aber dann im Jahre 1725 durch einen Pachtvertrag mit dem Fürsten von Thurn und Taxis ersetzt.
Nach Abschluss der Reform gab es im österreichischen Staatsgebiet drei Postorganisationen:
das Postlehen von Tirol, die verpachtete Post in den Niederlanden und eine verstaatlichte Hofpost in den Restgebieten.
Nach dem Tod des Habsburger Kaisers Karl VI. am 20. Oktober 1740 kam es zum Österreichischen Erbfolgekrieg, der bis 1748 dauerte. Schwerpunkte waren die zwei schlesischen Kriege zwischen Österreich und Preußen 1741/42 und 1744/45 sowie die Habsburger Besetzung Bayerns bis zum Jahre 1744.
Die Reichsstände wählten am 14. Januar 1742 nicht Maria Theresias Gemahl, sondern Karl Albrecht von Bayern zum deutschen König und Kaiser.
Am 12. Dezember 1743 wurden die Befugnisse der Paar-Familie weiter eingeschränkt, und es kam am 16. Januar 1744 zur Gründung eines Postdirektoriums in Wien.

### Die Situation unter Kaiser Franz I. und Kaiser Joseph II.

Wappen Maria Theresias 1765

Nach dem Tod des bayrischen Kaisers Karl VII. am 20. Januar 1745 in München wurde am 13. September 1745 Franz I., der Gemahl Maria Theresias, zu dessen Nachfolger gewählt.
Im Jahre 1750 übernahm Freiherr Michael Florenz von Lilien für fünf Jahre die Leitung des Österreich-Habsburgischen Postwesens unter Beibehaltung seiner Stellung in der Kaiserlichen Reichspost. Er führte in Wien eine Postverwaltungsreform durch und begründete in Österreich eine staatseigene Wagenpost mit Kursen von Wien nach Linz, Prag und Breslau.
Nach dem Tod von Franz I. am 18. August 1765 wurde dessen Sohn Joseph II. Kaiser. Unter seiner Regierung wurde am 7. November 1766 eine Wiener Hofverordnung zur Ablösung des Innsbrucker Postlehens erlassen. So bildete sich am 11. November 1769 eine Innsbrucker Postkommission, die die Verstaatlichung (Inkammerierung) des Postwesens in Tirol und den Vorlanden im Brief- und im Paket-Verkehr durchführte. Danach übernahm die Wiener Hofpostkommission die Leitung, scheiterte aber und musste schließlich das Postwesen in Tirol und den Vorlanden am 1. April 1777 an die Kaiserliche Reichspost verpachten. Da die Arbeit der Wiener Hofpostkommission nicht den Erwartungen des Kaisers entsprach, erfolgte am 30. April 1783 ihre Auflösung und die Verteilung der Aufgaben auf die Länder.

### Entwicklung unter Kaiser Leopold II. und Kaiser Franz II.
Nach dem Tod Kaiser Josephs II. am 20. Februar 1790 wurde dessen Bruder Leopold am 30. September 1790 sein Nachfolger, starb aber bereits am 1. März 1792. Der letzte deutsch-römische Kaiser war Franz II. Seine Wahl erfolgte am 5. Juli 1792. Unter dem Druck von Napoleon legte er am 6. August 1806 das Amt des Kaisers im Deutschen Reich nieder.
Bis zu diesem Zeitpunkt hatte es einen beispiellosen Niedergang der kaiserlichen Hofpost gegeben. Zwischen 1792 und 1794 verlor Österreich die Niederlande. Bis zum 26. Dezember 1805 fielen alle italienischen Besitzungen an Frankreich. Zwischen 1805 und 1809 kam es auch noch zum Verlust von Tirol und der deutschen Vorlande an Bayern.

### Ausblick
Erst nach den Siegen über Napoleon brachte der in Paris am 30. Mai 1814 abgeschlossene Friedensvertrag eine Wende. Mit der Rückgewinnung der verlorenen Gebiete in Bayern und der Übernahme der Lombardei, Veneziens und der illyrischen Provinzen konnte in Österreich ein neues Postwesen aufgebaut werden. Auf dem Boden des ehemaligen Heiligen Römischen Reiches standen sich von nun ab neben kleineren Landespostunternehmen und privaten Betreibern, wie der Thurn-und-Taxis-Post nur noch Preußen und Österreich als „Postgroßmächte“ gegenüber.